# Округ Гранди (Мисури)
Округ Гранди (енгл. Grundy County) је округ у америчкој савезној држави Мисури.

## Демографија
По попису из 2010. године број становника је 10.261, што је 171 (-1,6%) становника мање него 2000. године.
| Група             | 2000.          | 2010.         |
| Белци             | 10.088 (96,7%) | 9.854 (96,0%) |
| Афроамериканци    | 42 (0,4%)      | 59 (0,6%)     |
| Азијати           | 16 (0,2%)      | 37 (0,4%)     |
| Хиспаноамериканци | 165 (1,6%)     | 178 (1,7%)    |
| Укупно            | 10.432         | 10.261        |